# Xanthorhoe trusa
Xanthorhoe trusa är en fjärilsart som beskrevs av Louis Beethoven Prout 1939. Xanthorhoe trusa ingår i släktet Xanthorhoe och familjen mätare. Inga underarter finns listade i Catalogue of Life.